# East Bronson
East Bronson es un lugar designado por el censo ubicado en el condado de Levy en el estado estadounidense de Florida. En el Censo de 2010 tenía una población de 1.945 habitantes y una densidad poblacional de 65,64 personas por km².

## Geografía
East Bronson se encuentra ubicado en las coordenadas 29°27′34″N 82°35′26″O / 29.45944, -82.59056. Según la Oficina del Censo de los Estados Unidos, East Bronson tiene una superficie total de 29.63 km², de la cual 29.63 km² corresponden a tierra firme y (0%) 0 km² es agua.

## Demografía
Según el censo de 2010, había 1.945 personas residiendo en East Bronson. La densidad de población era de 65,64 hab./km². De los 1.945 habitantes, East Bronson estaba compuesto por el 86.63% blancos, el 5.55% eran afroamericanos, el 0.26% eran amerindios, el 0.31% eran asiáticos, el 0.51% eran isleños del Pacífico, el 3.8% eran de otras razas y el 2.93% pertenecían a dos o más razas. Del total de la población el 13.78% eran hispanos o latinos de cualquier raza.